# Charops ater
Charops ater är en stekelart som först beskrevs av Szepligeti 1910.  Charops ater ingår i släktet Charops och familjen brokparasitsteklar. Inga underarter finns listade i Catalogue of Life.